# コーポレートデザイナー
コーポレートデザイナー（corporate designer）とは、様々な手段や手法を用いて、民間企業や法人のイメージ形成（コーポレートデザイン、コーポレートアイデンティティのデザイン）を行うデザイナーのこと。
コーポレートデザイナーとしては、コーポレートデザインの対象となる組織・団体を基準として考えると、その組織・団体の内部にいる者と、その組織・団体の外部にいる者とが考えられる。
内部の者だと、企業に就職しその企業のためだけのデザインをするインハウスデザイナーをおく場合がある。
または、広報部門等に所属する社員が担当する場合もある。
外部の者としては、その手段等に応じて、個人のグラフィックデザイナー、コピーライター、学者、評論家、建築家等がなる場合（その場合でも、複数の者がチームを組む場合もある）と広告代理店、コンサルタント会社（例：ランドーアソシエイツやインターブランド）、デザイン会社（例：ブラビス・インターナショナル）等の企業がなる場合（その場合でも、デザイン対象の一部を、そのような企業がさらに外部の個人に再委託する場合もある）とがある。
また、形のある製品そのものが、その企業のイメージを形作ることになるようなケースでは、インダストリアルデザイナー（プロダクトデザイナー）が、（結果的に）コーポレートデザイナーとなることもある。
なお、民間企業ではなく、官公庁等を対象とする際にも、使われる場合がある。